# Misura dell'Assemblea nazionale per il Galles

Lo Stemma del Galles appare sulle misure dell'Assemblea

Una misura dell'Assemblea nazionale per il Galles (informalmente, una misura dell'Assemblea) è la legislazione primaria in Galles che è una categoria inferiore a un Act of Parliament. Nel caso del diritto gallese contemporaneo, la differenza con gli atti è che l'approvazione delle misure è soggetta ad un Ordine di competenza legislativa (LCO), che trasferisce poteri all'Assemblea modificando l'Allegato 5 del Government of Wales Act 2006.
È una forma di legislazione primaria inferiore in quanto non contiene una grande mole di poteri rispetto al potere di fare atti. In Galles ogni misura dell'Assemblea deve essere accompagnata da una questione che viene trasferita utilizzando il sistema dell'ordine di competenza legislativa (LCO). Ogni misura dell'Assemblea, come un atto del Parlamento, deve prevedere una materia di competenza legislativa dell'Assemblea.
A seguito di un referendum tenutosi nel 2011, l'assemblea ha acquisito il potere di emanare una legislazione primaria, allora nota come Act of the Assembly. Questi poteri sono entrati in vigore dopo le elezioni dell'Assemblea del 2011 e l'assemblea non è più in grado di approvare le misure. Le misure in vigore rimarranno valide se non abrogate in futuro dall'Assemblea. Dopo che l'Assemblea è diventata Senedd nel maggio 2020, questi atti sono ora denominati Act of Senedd Cymru.

## Processo di approvazione

### Fase 1
Una misura può essere introdotta dal governo dell'Assemblea gallese, dal comitato dell'Assemblea, da singoli AM o dalla commissione dell'Assemblea. Una proposta di misura deve essere formulata sia in inglese che in gallese, ricevere un'"ordine di competenza legislativa" dal Presidente del Parlamento che precisi se, a suo avviso, l'Assemblea ha il potere di adottare la misura proposta e ottenere un memorandum esplicativo congiunto. Il memorandum esplicativo afferma:
se sono state prese in considerazione modalità alternative per raggiungere gli obiettivi politici della misura proposta; dettagli di qualsiasi consultazione intrapresa; una sintesi oggettiva di tutte le disposizioni della misura proposta e degli effetti previsti; migliori stime dei costi associati alla misura proposta; dettaglio di eventuali poteri normativi subordinati nella misura proposta;
dettagli di qualsiasi addebito a carico del Fondo Consolidato Gallese.»
Qualsiasi commissione dell'Assemblea può presentare una misura relativa al mandato di quella commissione. La misura proposta sarà soggetta al normale processo (vedi sotto) a meno che non vengano presi in considerazione i principi generali del comitato poiché il comitato dovrebbe farlo come parte dei preparativi per le sue proposte. 
Affinché un AM introduca una misura, è necessario presentare il titolo della misura proposta e un memorandum esplicativo. Il nome dell'AM si qualifica quindi tramite una votazione, e se il presidente rimuove casualmente il suo nome dalla scheda elettorale, il membro ha l'opportunità di sostenere la misura proposta e l'assemblea voterà quindi se continuare o meno il processo. Se l'Assemblea approva la mozione, il membro può presentare formalmente la misura proposta e poi seguire il normale iter. 
Durante la fase 1 sarà costituito un comitato per esaminare i principi generali della misura proposta. Il comitato può inviare commenti e prove orali o scritte da individui, organizzazioni e altre parti interessate alla misura proposta. Il comitato riferirà se possono essere incluse raccomandazioni per modificare la misura proposta, l'Assemblea esaminerà quindi i principi generali della misura proposta e considererà la relazione del comitato. Se l'Assemblea condivide i principi generali, la misura proposta passerà alla fase 2. In caso contrario, la misura proposta decadrà. 

### Fase 2
Nella fase 2, spetta al comitato (comitato di fase 1 o nuovo comitato) esaminare e completare eventuali emendamenti presentati alla misura proposta. Qualsiasi AM può presentare un emendamento e tutti gli emendamenti ammissibili saranno presi in considerazione, ma solo i membri della commissione possono votare sugli emendamenti. 

### Fase 3
Durante la fase 3 i lavori dell'Assemblea riguardano l'esame e il completamento degli eventuali emendamenti presentati della misura proposta. Come nella fase 2, qualsiasi AM può presentare un emendamento a una misura, ma nella fase 3 il Presidente del Parlamento individuerà tali emendamenti per l'esame da parte dell'Assemblea. Emendamenti su argomenti simili possono essere raggruppati per essere discussi dall'Assemblea.  

### Fase 4
Nella fase 4, la fase finale, l'Assemblea voterà la forma definitiva della misura proposta. Se approvata, la misura proposta riceverà l'assenso reale, che è l'approvazione del monarca del Regno Unito (attualmente la regina Elisabetta II) prima che diventi legislazione formale.
Una volta che un disegno di legge è stato approvato, potrebbe essere necessario un passaggio attraverso un periodo di riesame se il Segretario di Stato per il Galles o la Corte suprema del Regno Unito si chieda se l'area o la questione del disegno di legge fosse di competenza legislativa dell'Assemblea. 
Qualora la misura proposta non venga approvata dall'Assemblea, essa decadrà e non saranno presi ulteriori provvedimenti in merito. 